# Abdul Ahad Mohmand
Abdul Ahad Mohmand (Sardah, 1 de janeiro de 1959) foi o primeiro cosmonauta do Afeganistão, integrante do programa espacial soviético Intercosmos, que levou ao espaço pilotos treinados como cosmonautas de países aliados da ex-União Soviética entre 1978 e 1988.

## Biografia
Mohmand, coronel-piloto da Força Aérea Afegã, treinado como cosmonauta na Cidade das Estrelas, subiu ao espaço na época em que seu país encontrava-se invadido pela ex-URSS, como representante do governo comunista afegão instalado no país, que lutava, apoiado pelos soviéticos, contra os rebeldes mujahedins.
Graduado pela Escola Politécnica de Cabul e pela Academia da Força Aérea Afegã e aprovado no treinamento para o Intercosmos, Abdul Mohmand foi ao espaço a bordo da missão Soyuz TM-6 em 29 de agosto de 1988, junto com os cosmonautas Vladimir Lyakhov e Valeri Polyakov, em direção à estação Mir, para uma permanência de nove dias em órbita, sendo sua inclusão na tripulação carregada de simbolismo, devido à ocupação de seu país por tropas soviéticas, destinadas a garantir o governo comunista afegão instalado em 1978.
Durante sua permanência no espaço, Mohmand realizou diversos experimentos científicos nas áreas de medicina, astrofísica e biologia, tirou fotografias de seu país, falou com o então presidente Mohammad Najibullah e preparou um tradicional chá afegão para os companheiros de missão.
Complicações mecânicas ocorridas na estação Mir adiaram o pouso previsto no Azerbaijão em 6 de setembro, obrigando a tripulação a permanecer mais um dia em órbita, pousando no dia seguinte sem comunicação de rádio durante a descida, mas em segurança. Durante os problemas de retorno e de falta de comunicação, a imprensa ocidental chegou a noticiar que eles estivessem perdidos no espaço e com falta de comida, o que acabou não se confirmando.
Após a derrota do governo comunista afegão para os exércitos rebeldes e a consequente saída das tropas soviéticas do Afeganistão, Mohmand buscou asilo político fora de seu país e hoje vive na cidade de Stuttgart, na Alemanha, como cidadão alemão, trabalhando com serviços de impressão gráfica.